# آرتور ابله
آرتور ابِلِه (آلمانی: Arthur Abele؛ زادهٔ ۳۰ ژوئیهٔ ۱۹۸۶) ورزشکار دهگانه اهل آلمان است. او در بازی‌های المپیک تابستانی ۲۰۰۸ و و المپیک تابستانی ۲۰۱۶ شرکت کرد. آرتور ابِلِه در مسابقات دهگانه مردان قهرمانی اروپا در ۸ اوت ۲۰۱۸ در برلین، آلمان، موفق به کسب مدال طلا شد.